# San Francisco (Lempira)
San Francisco es un municipio del departamento de Lempira en la República de Honduras.

## Límites
| Orientación | Límite                   |
| ----------- | ------------------------ |
| Norte       | Municipio de Erandique,  |
| Sur         | Departamento de Intibucá |
| Este        | Departamento de Intibucá |
| Oeste       | Municipio de Erandique,  |
| Oeste       | Municipio de Piraera,    |

Su Extensión territorial es de 137.6 km².
Las dos maneras para llegar a esta cabecera requieren mucha paciencia, ya que se encuentra muy escondida.

## Toponimia
Su nombre es en honor a Francisco de Asis, santo de la Iglesia católica.

## Geografía
La cabecera se ubica al pie del cerro mencionado anteriormente. Para llegar hasta la cabecera se debe atravesar montañas y cerros, es en este transcurso que se va descendiendo, al llegar hasta cierta elevación que no es favorable para el cultivo de café. La vegetación pertenece al bosque tropical seco. El clima es bastante caluroso durante la mayor parte del año.

## Historia
Las tierras para el municipio fueron donadas por el Rey de España, el 30 de octubre de 1692, compuesta por dos títulos, el de Santa María Magdalena y el de San Lucas.
En 1791, en el primer censo de población de 1791, aparece como parte de Curato de Cerquin.
En 1800, el Pueblo de Copante fue diezmado por epidemias como el paludismo y el cólera. El hacendado Rafael Gámez, vecino del lugar, propuso a los habitantes que podía ceder un lote de terreno en las faldas del Cerro Gelpoa, para que se estableciera la población, con la condición que aceptaran como alcalde a su hijo, Florencio Gámez, la propuesta fue aprobada, se trasladó la población y se le dio el nombre de "San Francisco" con el que se le conoce actualmente.
En 1837, Se funda por iniciativa del capitán Jerónimo Acosta.
En 1856, se construyó la iglesia, reliquia histórica que dejaron los españoles.
En 1896, en la división política territorial de 1896, era uno de los municipios del Distrito de Erandique.

## Población
Es más común ver a personas con descendecia indígena, y les siguen las personas mestizas.
Población: Este municipio contaba aproximadamente con 9,017 habitantes para el año 2013 y para el año 2020 se espera tener una cifra de 9,400 habitantes.

## Economía
En este municipio lo que más se producen es maíz y frijoles. Son pocas las áreas donde puede crecer el café. El agua potable se obtiene de pozos y de algunos arroyos cercanos. Cuenta con electricidad y con servicios de comunicación móvil. Poco a poco las calles de la cabecera se están pavimentado (con piedras). En al algunos negocios cuenta con internet. El comercio es una actividad que genera muchos ingresos, y hay variedad de tiendas de abarrotes.

## Turismo

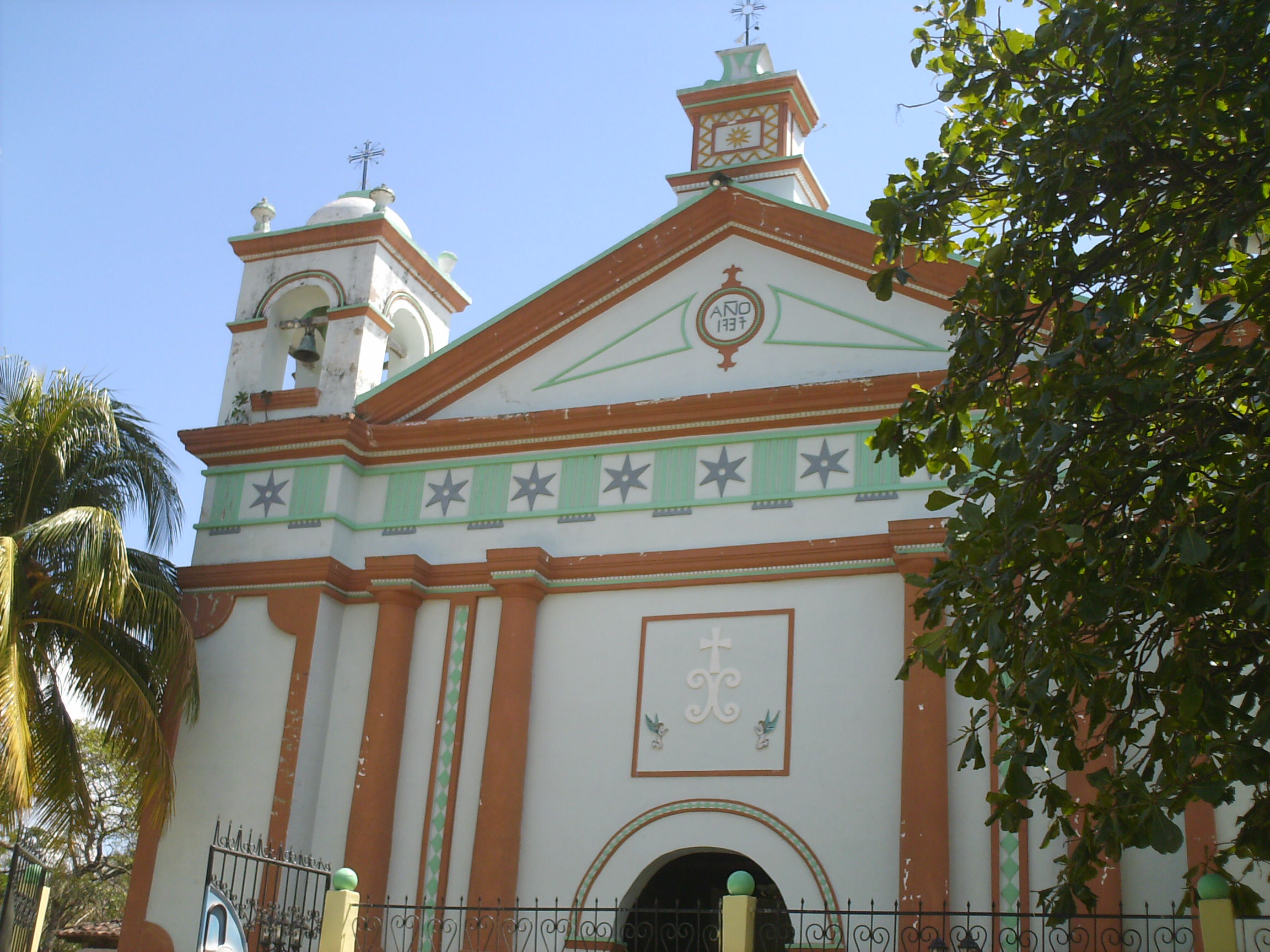
Iglesia Colonial de San Francisco.

Si se proviene de Gracias, se pueden tomar dos vías en San Juan del Caite, la que sigue a San Miguelito, Intibucá o la que sigue a Erandique.
Cuenta con 2 Hoteles con sistema de cable de televisión.  

### Iglesia
Un dato curioso es la fecha que está en la fachada de la iglesia, aparece 1737, pero fue construida en 1856.  
En una de las torres de la antigua iglesia se conservan 4 campanas de plata y bronce que fueron construidas en el lugar, de acuerdo a relatos de vecinos mayores.  
Además el Municipio de San Francisco, Lempira cuenta con otros dos sitios turísticos que aun no han sido explotados turisticamente, y son :  

### Cueva Pintada
La Cueva Pintada situada en el Caserío de La Cruz, Concordia, la cual cuenta con pintura rupestre.

### Aguas termales
Las Aguas termales situadas en el Sector de Agua Caliente, Caserío Los Cerritos, Concordia a la orilla del Rio San Juan.

### Feria Patronal
Su Feria patronal es el 16 de julio día de la Virgen del Carmen y El 4 de octubre, día de San Francisco de Asís.

## División Política
Aldeas: 7 (2013)
Caseríos: 86
| Código | Aldea         |
| ------ | ------------- |
| 131701 | San Francisco |
| 131702 | Concordia     |
| 131703 | Jelpoa        |
| 131704 | Magdalena     |
| 131705 | Maiquira      |
| 131706 | Rorruca       |
| 131707 | San Lucas     |
|        | Los Tablones  |